# Norton, Northamptonshire
Norton är en ort och civil parish i Storbritannien.   Den ligger i grevskapet Northamptonshire i riksdelen England, i den södra delen av landet, 110 km nordväst om huvudstaden London. Norton ligger 122 meter över havet och antalet invånare är 363.
Terrängen runt Norton är platt. Runt Norton är det ganska tätbefolkat, med 120 invånare per kvadratkilometer. Närmaste större samhälle är Northampton, 16,0 km öster om Norton. Trakten runt Norton består till största delen av jordbruksmark.